# 阿尔利·琼捷伊
阿尔利·琼捷伊（本名张伟，1992年7月1日—）是一名哈薩克斯坦籍男子舉重運動員，畢業於哈薩克斯坦體育旅遊學院。他在2013年和2014年的世界錦標賽中獲得第六名，並在2015年奪回第二名，取得資格參加2016年夏季奧運，在2017年臺北世大運的男子56公斤级舉重中获得第三名。